# موسویل (آرکانزاس)
موسویل (به انگلیسی: Mossville) یک منطقهٔ مسکونی در ایالات متحده آمریکا است که در آرکانزاس واقع شده‌است. موسویل ۶۹۰٫۹۹ متر بالاتر از سطح دریا قرار دارد.